# Dalou-Shan-Zwergbilch
Der Dalou-Shan-Zwergbilch (Typhlomys daloushanensis) ist eine kaum erforschte Nagetierart aus der Familie der Stachelbilche (Platacanthomyidae). Sein Verbreitungsgebiet liegt in Zentralchina und umfasst den Südosten von Gansu, den Süden von Shanxi, Chongqing, den Westen von Hubei, den Osten von Sichuan und den Norden von Guizhou. Die Form wurde im Jahr 1996 anhand von Tieren vom Berg Jingfu im südlichen Sichuan als Unterart des Chinesischen Zwergbilchs (Typhlomys cinereus) eingeführt, erst im Jahr 2017 erhielt sie Artstatus.

## Merkmale
Der Dalou-Shan-Zwergbilch ist die größte bekannte Art der Gattung Typhlomys. Die Kopf-Rumpf-Länge beträgt 72 bis 105 mm, die Schwanzlänge 105 bis 129 mm und das Gewicht 15,4 bis 31 g. Der Rücken der Tiere ist dunkelgrau, der Bauch ist schiefergrau mit eingestreuten weißen Haaren. Die großen Ohren sind haarlos. Die Augen sind sehr klein. Die Tasthaare sind lang. Der lange Schwanz ist an der Basis leicht behaart, die Spitze ist jedoch dicht behaart und ähnelt oberflächlich einer Flaschenbürste. Die Oberseite der Füße wird von gelblich weißen Haaren bedeckt. Bei mehreren untersuchten Exemplaren waren die Haare der Schwanzspitze weiß. Der Hirnschädel ist abgeflacht, der Schädel allgemein größer als bei andern Vertretern der Gattung.

## Lebensraum und Lebensweise
Der Dalou-Shan-Zwergbilch kommt in Bergwäldern in einer Höhe von mehr als 2000 Metern über dem Meeresspiegel vor. Über die Lebensweise ist kaum etwas bekannt. Er ist wahrscheinlich nachtaktiv und ernährt sich von Früchten und Körnern. Aufgrund der außergewöhnlich kleinen Augen, ist es möglich, dass er ähnlich wie der nah verwandte Vietnam-Zwergbilch (Typhlomys chapensis) Ultraschall-Echoortung bei der Orientierung verwendet.

## Status
Der Dalou-Shan-Zwergbilch ist gegenwärtig nicht von der IUCN erfasst, da zu wenig Daten vorhanden sind, um eine Aussage über die Bestandssituation treffen zu können. 